# Das 12 Uhr Blatt

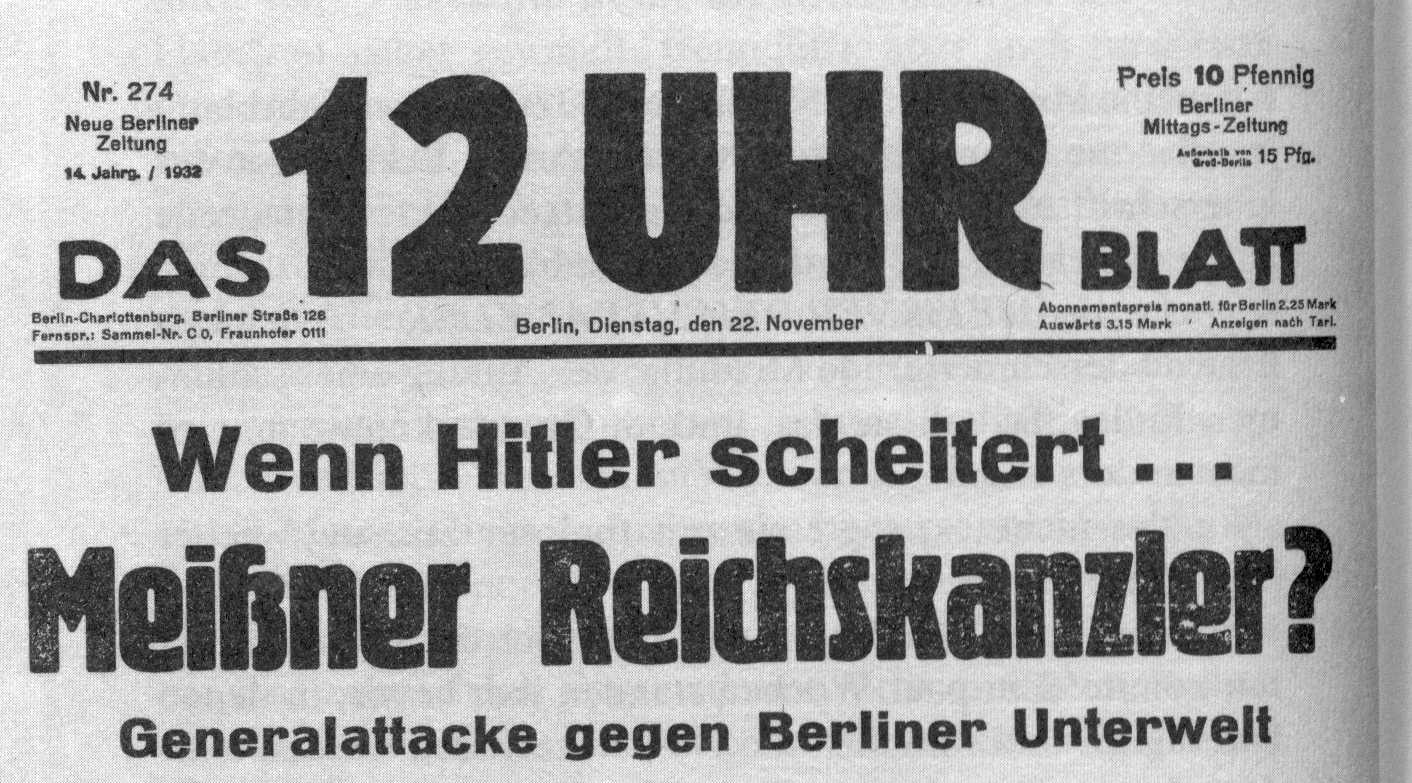
„Das 12 Uhr Blatt“ vom 22. November 1932

Das 12 Uhr Blatt (bis 1931 Neue Berliner Zeitung. Das 12 Uhr Blatt) war eine Tageszeitung in Berlin von 1919 bis 1945.

## Geschichte
Am 16. Januar 1919 erschien die erste Ausgabe der Neuen Berliner Zeitung. Das 12 Uhr Blatt. Sie wurde von ehemaligen Redakteuren des 8 Uhr-Abendblatts als Konkurrenz zur B.Z. am Mittag des Ullstein Verlages gegründet und erschien mittags im Straßenverkauf. Erster Eigentümer war Ludwig Nürnberg.
Die Neue Berliner Zeitung war als Boulevardblatt konzipiert, mit vielen Fotos und dicken Überschriften. Es wurde über aufregende Themen berichtet, viel über Sport und Kultur. Die Sensation der ersten Ausgabe war die Nachricht von der Ermordung der KPD-Führer Karl Liebknecht und Rosa Luxemburg.
1924 übernahm Walter Steinthal die Herausgeberschaft. In den folgenden Jahren entwickelte sich besonders die Kulturredaktion zu einem anspruchsvollen Niveau.

„Wir waren sehr frech und kritisch. Wir hatten vor nichts Respekt. Unsere Artikel gingen nicht auf Stelzen, wir schrieben, wie uns zumute war, nicht, wie ‚man’ schrieb, das heißt, wie die arrivierten Zeitungen es taten.“

Besonders die Theater- und Filmkritiken von Walter Steinthal und Paul Marcus (Pem) wurden stark beachtet. Das Erscheinen der Zeitung wurde von der Mittagszeit immer weiter in die Morgenstunden vorverlegt, sodass die Kritiken zu Vorstellungen vom Vorabend die ersten in einer Zeitung waren und damit noch Einfluss auf spätere Autoren haben konnten.
1931 übernahm der Ullstein Verlag die Zeitung. Diese wurde in Das 12 Uhr Blatt umbenannt, die Grundausrichtung blieb erhalten. In der politischen Berichterstattung wurden zuweilen auch deutliche politische Positionen bezogen, besonders gegen die Nationalsozialisten.
Nach der Machtergreifung der Nationalsozialisten 1933 mussten alle jüdischen Mitarbeiter das Das 12 Uhr Blatt verlassen. Der Verlag ging in NSDAP-Besitz über, neuer Herausgeber wurde Wilhelm Fanderl, ein Vertrauter des Reichspropagandaministers Joseph Goebbels. Die Zeitung berichtete weiter über Boulevardthemen, über Sport, Kultur und NS-Prominente. 1943 wurde das ehemalige Konkurrenzblatt B.Z. am Mittag mit übernommen. Das 12 Uhr Blatt erschien bis Frühjahr 1945 als eine der letzten Zeitungen des Deutschen Verlages.

## Persönlichkeiten
Leiter
- Ludwig Nürnberg, Herausgeber 1919–
- Walter Steinthal, Chefredakteur 1924–1933
- Wilhelm Fanderl, Chefredakteur 1934–etwa 1945

Weitere Journalisten
- Rolf Nürnberg, Kulturredaktion
- Curt Riess, Kultur
- Paul Marcus (Pem), Kultur, mit Theater- und Filmkritiken, 1929–1933
- Bella Fromm, Sport, 1929–1933
- Werner Höfer, nach 1933

## Zitate
- Bericht über die Reeperbahn in Hamburg von 1929

„Daß dies die Straße der tollsten Gegensätze ist, daß hier das bürgerliche Restaurant neben der Kaschemme, das elegante Nachtlokal neben dem vulgären Hippodrom steht – das ist nichts Neues und doch immer wieder erregend im Wechsel der Atmosphäre, an dem Ausgleich aller sozialen Gegensätze. Der vollgefressene Gent erregt zwischen Chinesen, Dirnen und Arbeitern nicht ein Blinzeln – im Hippodrom bei dreißig Pfennig der Ritt, ‚Galopp eine Mark‘, fallen alle gleichmäßig vom Gaul, nicht nur die dazu eigens angestellten Mädchen mit endlosen Seidenbeinen; das Primat der Brieftasche ist aufgehoben.“